# Icoana
Icoana je rumunská obec v župě Olt. Žije zde přibližně 1 600 obyvatel. Administrativní součástí obce jsou i dvě okolní vesnice.

## Části obce
- Icoana – 574 obyvatel
- Floru – 438 obyvatel
- Ursoaia – 579 obyvatel